# Karl Aloys von Königsegg-Aulendorf
Karl Aloys Reichsgraf von Königsegg-Aulendorf (* 14. Oktober 1726 in Aulendorf; † 24. Februar 1796 in Köln) war ein Adliger und Weihbischof in Köln.
Bereits seit dem 4. März 1735 Domherr in Köln, studierte er ab 1740 in Ingolstadt. Am 22. März 1750 erhielt er die Diakonenweihe und am 25. März gleichen Jahres auch die Priesterweihe. Im Kölner Domkapitel wurde er am 6. November 1758 Chorbischof, am 19. Dezember 1763 Subdechant und 1767 Domkeppler. Am 21. April 1767 zum Domdechanten gewählt, war er zugleich auch Komtur des Ritterordens vom Heiligen Michael. Sein Onkel, der Kölner Erzbischof Maximilian Friedrich von Königsegg-Rothenfels, designierte ihn zum Weihbischof, so dass er am 12. März 1770 zum Titularbischof von Mysien ernannt und durch den Erzbischof am 22. April 1770 in Bonn auch zum Bischof geweiht wurde. Hiermit war er der einzige hochadlige Weihbischof, den das Erzbistum Köln in seiner Geschichte hatte, denn das arbeitsreiche Amt wurde für gewöhnlich an bürgerliche oder niederadlige Domherren vergeben. Zwar mit umfangreichen Kenntnissen und guten Eigenschaften ausgestattet, war Königsegg jedoch ein schlechter Wirtschafter. Seine allzu große Freigebigkeit brachte ihn immer wieder in Verlegenheiten, so dass das Domkapitel ihm für Geldangelegenheiten Vormunde zur Seite stellen musste. Als die französischen Truppen die Stadt Köln nahmen, verblieb er auch weiterhin in der Stadt, während die meisten Domherren nach Arnsberg flohen. Seit Beginn des Jahres 1796 war der Weihbischof schwer erkrankt und an das Bett gefesselt. Am 31. Januar 1796 ließ er sich die Sterbesakramente bringen und verstarb am 24. Februar 1796, morgens um 3.45 Uhr. 